# Scrophularia pauciflora
Scrophularia pauciflora là một loài thực vật có hoa trong họ Huyền sâm. Loài này được Benth. miêu tả khoa học đầu tiên năm 1835.